# Stemma della Guyana francese

Lo stemma della Guyana francese è l'emblema identificativo della Guyana francese, una regione d'oltremare della Francia nel Sud America.

## Caratteristiche
Lo stemma della Guyana francese è costituito da uno scudo francese moderno dallo sfondo rosso, da una barca a remi trasportante dell'oro, che simboleggia la ricchezza del territorio, su via fluviale (il fiume è rappresentato dal colore verde) con tre ninfee d'argento. Nella parte superiore dello scudo è presente una fascia azzurra con tre gigli d'oro (rappresentanti la Francia) e con la data, anch'essa dorata, del 1643, che si riferisce all'anno in cui la Guyana francese fu occupata dai francesi.
I sostegni sono due formichieri grigi. Il motto, posizionato in un nastro nella parte superiore dello stemma, è in latino Fert Aurum Industria (traducibile con "La laboriosità porta oro").